# Teklemariam Medhin
Teklemariam Medhin, né le 24 juin 1989 à Hazega, est un athlète érythréen, spécialiste du fond.
Ses meilleurs temps étaient :
- 5 000 m : 	13 min 11 s 01 	Huelva 	10/06/2009
- 10 000 m : 	27 min 46 s 50 	Saint-Maur-des-Fossés 	06/06/2008

En 2012, ses records sont améliorés.

## Palmarès
Championnat du monde de cross-country
- Médaille d'argent au championnat du monde de cross 2010